# Уріччя (Вараський район)
Урі́ччя — село в Україні, у Вараській громаді Вараського району Рівненської області. Населення становить 212 осіб.

## Географія
Село розташоване на лівому березі річки Стир.

## Населення
За переписом населення 2001 року в селі мешкало 210 осіб. 100 % населення вказало своєї рідною мовою українську мову.